# 四氟化硫氟化法
四氟化硫氟化法是用于将含氧或含其他卤素的有机化合物转化为有机氟化物的方法。
四氟化硫是一种气态氟化试剂，可以氟化羰基、醇、其他卤素等多种官能团。羰基化合物通常会被转化为相同氧化态的有机氟化物：例如羧酸氟化生成三氟甲基化合物，醛酮则生成偕二氟化物。该反应适用范围较广，是少数可在相对温和的条件下即可在特定位点直接氟化的方法之一。
(1)
醇与其他卤化物也可以用SF4进行氟化。但是，SF4在室温下为气态，而进行氟化时往往又要求升温，这使得反应处理有些困难。此外，SF4进行氟化时会产生大量氟化氢。这些问题使得人们开发了更加安全、稳定的氟化试剂，例如DAST （二乙氨基三氟化硫 ）。

## 机理和立体化学

### 主要机理
SF4参与氟化的机理并不确定，并且因底物而异。最初的观点认为烷氧基三氟化硫是这个反应的中间体； 然而，在分离的烷氧基三氟化硫中加入氟化氢或直接加热均不会生成相应的有机氟化物。
(2)
邻二醇的二氟化机理已充分地得到了证实。 反应过程中双羟基先进攻SF4形成环状中间体，然后氟离子从背面进攻，得到氟亚硫酸盐中间体。此中间体此后又在氟化氢和SF4的作用下转化为二氟化物。已有观测结果第二次氟化在某些条件下可以通过内返机理进行，而SN1机理则适用于容易形成碳正离子的底物， SN2机理则在不容易碳正离子化的底物上发生。
(3)
羧酸的氟化不仅生成预期的三氟甲基化合物，而且还会生成α-四氟化醚。现在已有机理可以解释这一现象，并已得到实验证实。 二氟甲基阳离子通过分子内氟迁移的方式生成。酰氟中的氧原子进攻二氟甲基阳离子，然后与原位生成的氟离子供体HF2-反应，生成 α-四氟化醚产物。与HF2-直接反应则会得到含三氟甲基的产物。
(4)

## 应用范围和限制
四氟化硫可以对多种官能团进行完全或部分氟化。液态氟化氢可以作为SF4选择性氟化醇的溶剂和催化剂。 SF4对羰基的化合物的反应性并不会因为HF的存在而增强。通常，只有酸性较强的醇才能被SF4较高效地氟化，但氨基醇是个例外，氟化效果也相对较好。
(5)
当邻二醇与SF4结合时，会发生二氟化反应，且手性邻二醇的一个手性中心将会发生构型翻转。这在从(L)-酒石酸合成内消旋二氟琥珀酸酯和从内消旋酒石酸合成 (D)- 和 (L)-二氟琥珀酸的立体化学变化情况中得到证实。 
(6)
羰基化合物通常与SF4反应生成偕二氟化物。反应往往需要进行数小时，产率适中。 
(7)
内酯可以氟化生成杂环氟化物。但是已经观察到γ-丁内酯在氟化时会发生开环。六元丙交酯在此条件下不会开环。 
(8)
在大多数情况下，SF4进行氟化时会打开环氧，生成偕二氟化物或邻二氟化物。单芳基环氧化物会发生芳基迁移，生成偕二氟化物。有大位阻取代基的二取代或三取代环氧化合物氟化产率较低。酯基取代的环氧化合物经历烷氧基三氟化硫中间体，最终得到邻二氟化物。
(9)
用SF4和碱处理胺可以得到亚氨基二氟化硫。该化合物与碱金属氟化物进一步反应将会产生硫化腈，可在亲偶极体存在下发生[3+2]环加成反应。
(10)
羧酸与SF4反应经历酰氟中间体得到三氟甲基化合物。四氟烷基醚也会通过二氟烷基正离子与酰氟间的反应产生。
(11)
四氟化硫可以有效地氟化聚合物。聚合物氟化后，部分性能将明显提高——例如，将聚乙烯醇氟化可以提高其对强酸与强碱的耐受性 

## 合成应用
C-16上带有三氟甲基的前列腺素合成中，使用四氟化硫氟化羧基得到含三氟甲基的中间产物。
(12)

## 与其他方法的比较
现代氟化方法基本上已使得四氟化硫氟化法显得过时。现在更常使用易于处理的DAST（二乙氨基三氟化硫）试剂。DAST试剂在醇的氟化中更有选择性，并且在氟化对酸敏感的底物时较少发生重排或消除反应。与之相比，SF4为气态，处理更加困难。此外，如果使用HF溶剂，则不能兼容对酸敏感的官能团。而亲电氟化试剂，例如氟试剂与N-氟磺酰亚胺则可以避免这些问题。
(13)

## 实验条件和流程

### 典型条件
四氟化硫在室温下是一种无色气体，在水性介质中会迅速水解，具有腐蚀性和毒性；因此，操作时应戴好手套和护目镜，在通风性能良好的通风橱中进行实验。四氟化硫不与不锈钢、铜或镍反应。使用SF4的氟化反应通常在不锈钢摇床设备中进行。气态反应物冷凝后引入振荡器，气态产物则通常在反应完成时排出。将反应混合物倒入水中，然后过滤，可以将氟化氢与所需产物分离，也可以用氢氧化钙溶液代替水进行处理，生成无害的氟化钙。

### 示例反应流程[8]
(14)
将5-羟基组胺二盐酸盐 (1700 毫克，3.5 mmol) 溶解在 25 mL 无水液态HF中，并将溶液在干燥氮气流中蒸发以除去 HCl。将残余物在-78°C下重新溶解在40 mL HF中，加入2.3 mL SF4 (40.3 mmol)，并升温至 0°C 2.5 小时。重新冷却至 -78°C 后，将另外 2 mL SF4冷凝到溶液中。然后将反应器浸入冰浴（约1升）中，使其升温至室温过夜。然后在氮气流中除去HF，将残余物溶解在25mL 2.5N HCl中，并将溶液真空浓缩成胶状。